# Pterogoniella scabriuscula
Pterogoniella scabriuscula là một loài Rêu trong họ Sematophyllaceae. Loài này được (Besch.) A. Jaeger ex Paris miêu tả khoa học đầu tiên năm 1898.